# جيانكارلو سبراجا
جيانكارلو سبراجا (بالإيطالية: Giancarlo Sbragia)‏ هو ممثل إيطالي ومدبلج صوت، ولد في 14 مارس 1926 بروما في إيطاليا.